# Franz von Stuck
Pour les articles homonymes, voir Stuck.
Franz von Stuck, né le 23 février 1863 à Tettenweis et mort le 30 août 1928 à Munich, est un peintre symboliste allemand, membre fondateur de la Sécession de Munich. Il est aussi sculpteur, graveur et architecte.

## Biographie
Fils d'un important meunier bavarois, Franz Stuck naît à Tettenweis en Bavière. Il suit les cours de Ferdinand Barth (de) à la Kunstgewerbeschule de Munich de 1878 à 1881 et ceux de Wilhelm von Lindenschmit (de) et de Ludwig von Löfftz à l'Académie des beaux-arts de Munich de 1882 à 1884,.
Il commence à se faire un nom avec des illustrations pour le Fliegende Blätter (Les Feuilles volantes) et la création de vignettes pour la décoration des livres (1882-1892), entre autres pour la maison Gerlach. Influencé par Arnold Böcklin, il se tourne vers la peinture à partir de 1889, année où il obtient une médaille d'or au Palais des glaces de Munich avec son premier tableau Le Gardien du paradis.
En 1892, il fait partie des membres fondateurs de la Sécession de Munich et son tableau Le Péché fait sensation à l'exposition de 1893. Cette même année, bien qu'il soit un des acteurs majeurs de la Sécession, il succède à Wilhelm von Lindenschmit à l'Académie et influence une nouvelle génération de peintres parmi lesquels Josef Albers, Vassily Kandinsky et Paul Klee. Plus tard, il devient membre de l'International Society of Sculptors, Painters and Gravers.
Franz von Stuck donne régulièrement des illustrations pour le magazine Jugend. Il conçoit la charte graphique de la couverture de la revue Pan (Berlin, 1895).
Ses sujets favoris sont mythologiques et allégoriques, ses sujets classiques traités de façon peu conventionnelle. La statuette d'une athlète[réf. nécessaire], dont des exemplaires en bronze se trouvent à Berlin, Budapest et Hambourg, montre son talent de sculpteur.
Parmi ses tableaux les plus connus, on peut citer Le Péché et Guerre de la Neue Pinakothek de Munich, Le Baiser du Sphinx, La Crucifixion, Les Rivaux, Paradis perdu, Œdipe, Tentation, Sisyphe et Lucifer. Il portait également une grande attention au choix des cadres de ses tableaux.
Le 9 décembre 1905, il est anobli par le prince-régent Luitpold de Bavière, et fait Ritter [chevalier] von Stuck. Entre 1907 et 1913, Michel Fingesten est son assistant à l'Académie.
Après l'entrée en guerre, le 4 octobre 1914, il est un des signataires du Manifeste des 93, document de propagande qui prétendait signifier la réaction des intellectuels allemands face aux accusations d'exactions portées contre l'armée allemande à la suite de l'invasion de la Belgique.
Franz von Stuck participe aux compétitions artistiques des Jeux olympiques d'été de 1928 à Amsterdam en tant que sculpteur allemand pour les épreuves artistiques.
Il meurt le 30 août de la même année à Munich. 

### Vie privée
De sa relation avec Anna Maria Brandmaier naît une fille, Mary Franziska Anna (1896-1961). L'enfant est confiée à Mary Lindpaintner, la fille d'un physicien, que Franz von Stuck épouse en 1897. En 1904, le couple adopte l'enfant après une bataille juridique avec sa mère naturelle. Stuck adopte également les deux enfants issus du premier mariage de Mary Lindpaintner, Olga et Otto Lindpaintner (de) (1885-1976), lequel deviendra un pionnier de l'aviation.

## Élèves
Stuck eut de très nombreux élèves, parmi lesquels :
- Josef Albers
- Karl Arnold
- Giorgio De Chirico
- August Croissant
- Hermann Finsterlin
- Marcel René von Herrfeldt
- Vassily Kandinsky
- Paul Klee
- Otto von Kursell
- Hans Purrmann
- Christian Schad
- Hugo Steiner-Prag
- Walter Trier
- Albert Weisgerber

## La Villa Stuck
De 1897 à 1898, Stuck fait construire d'après ses propres plans, une villa sur la Prinzregentenstrasse, à Munich, dans un style néo-classique romain. Il dessine également le mobilier pour lequel il reçoit une médaille d'or à l'Exposition universelle de 1900 à Paris. La villa Stuck abrite aujourd'hui un musée consacré à l'Art nouveau, le Museum Villa Stuck.

Œuvres de Stuck, Munich, Museum Villa Stuck
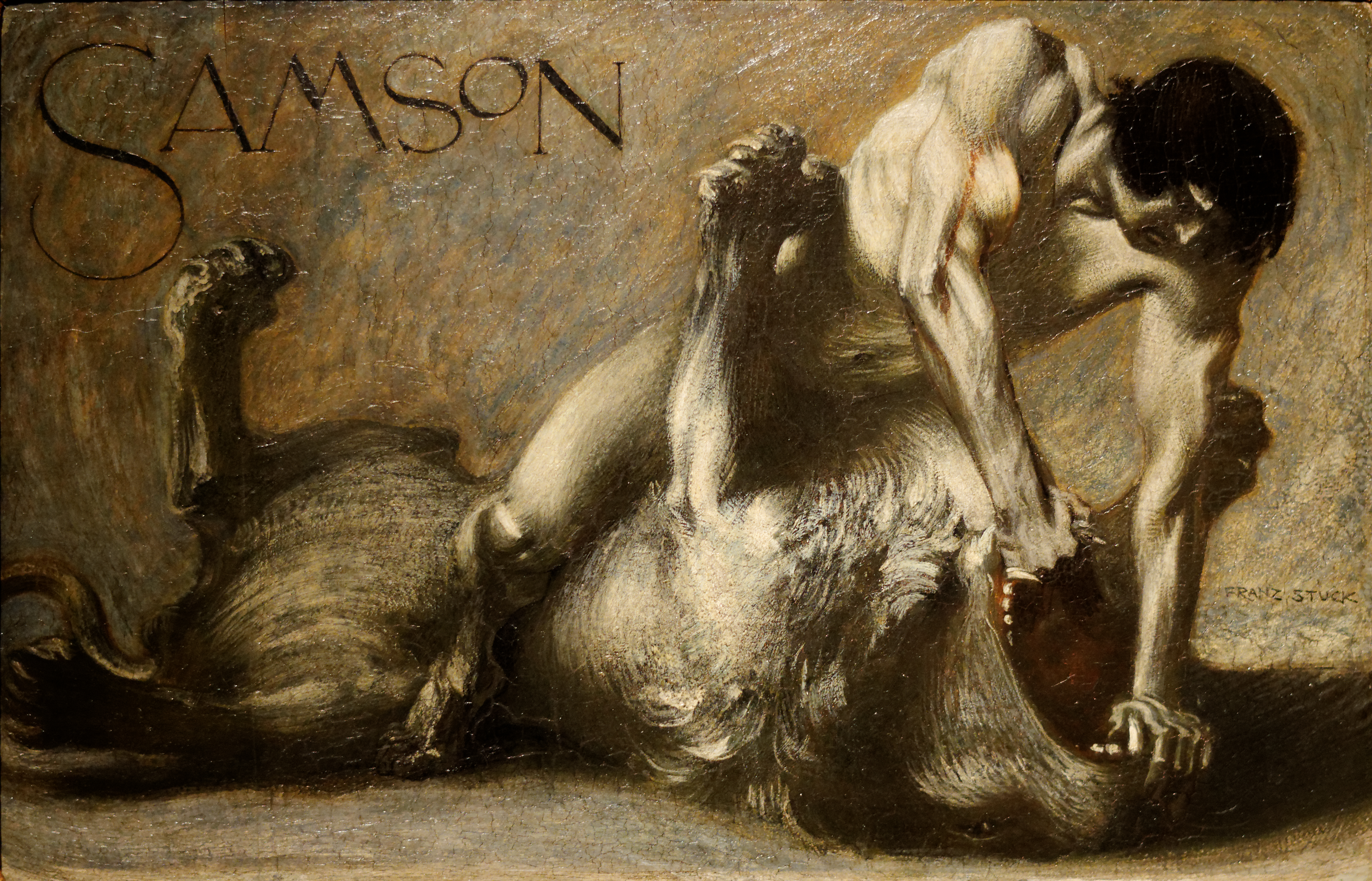
Samson et le lion (1891).
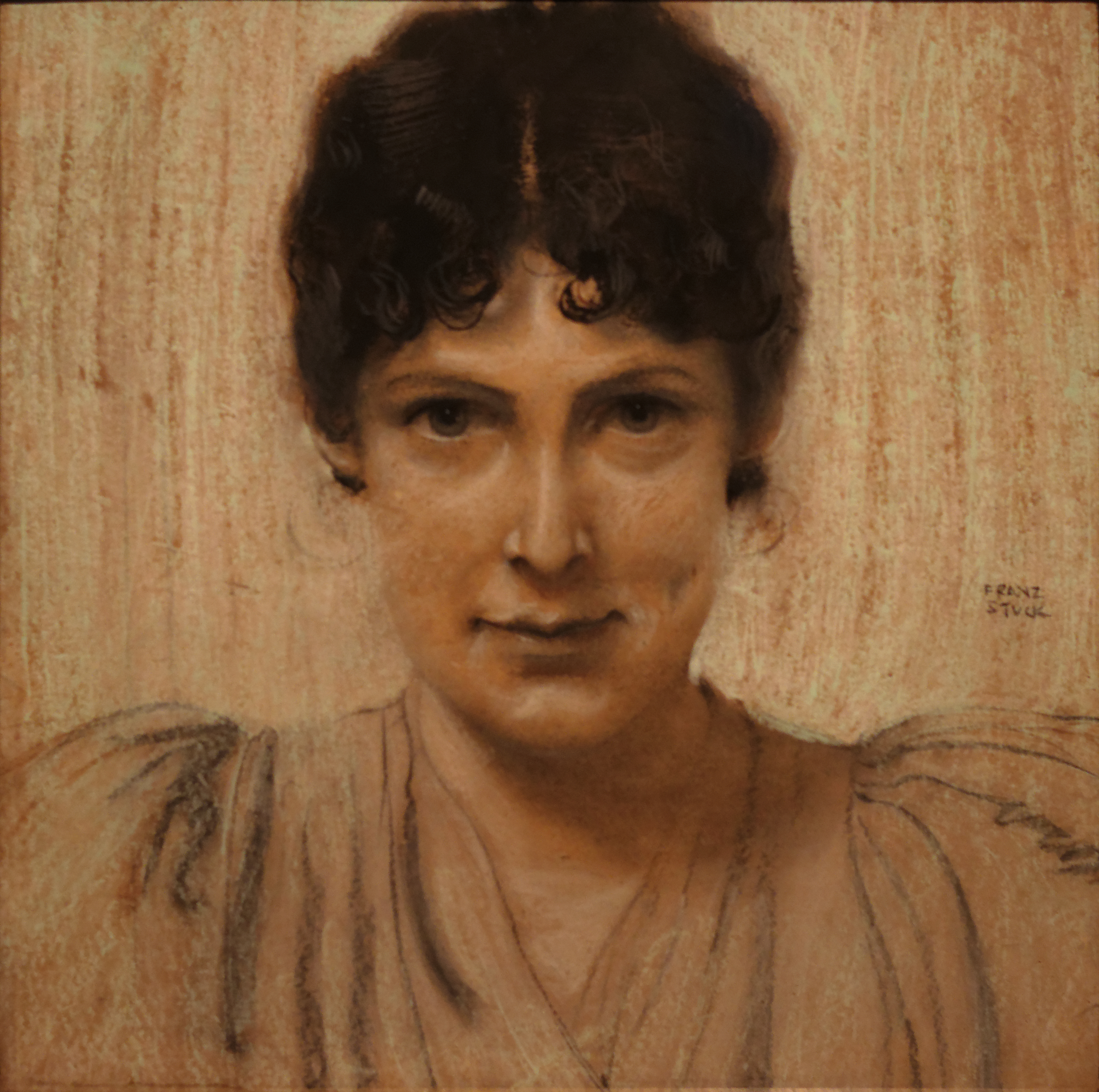
Mary Lindpaintner (vers 1894).
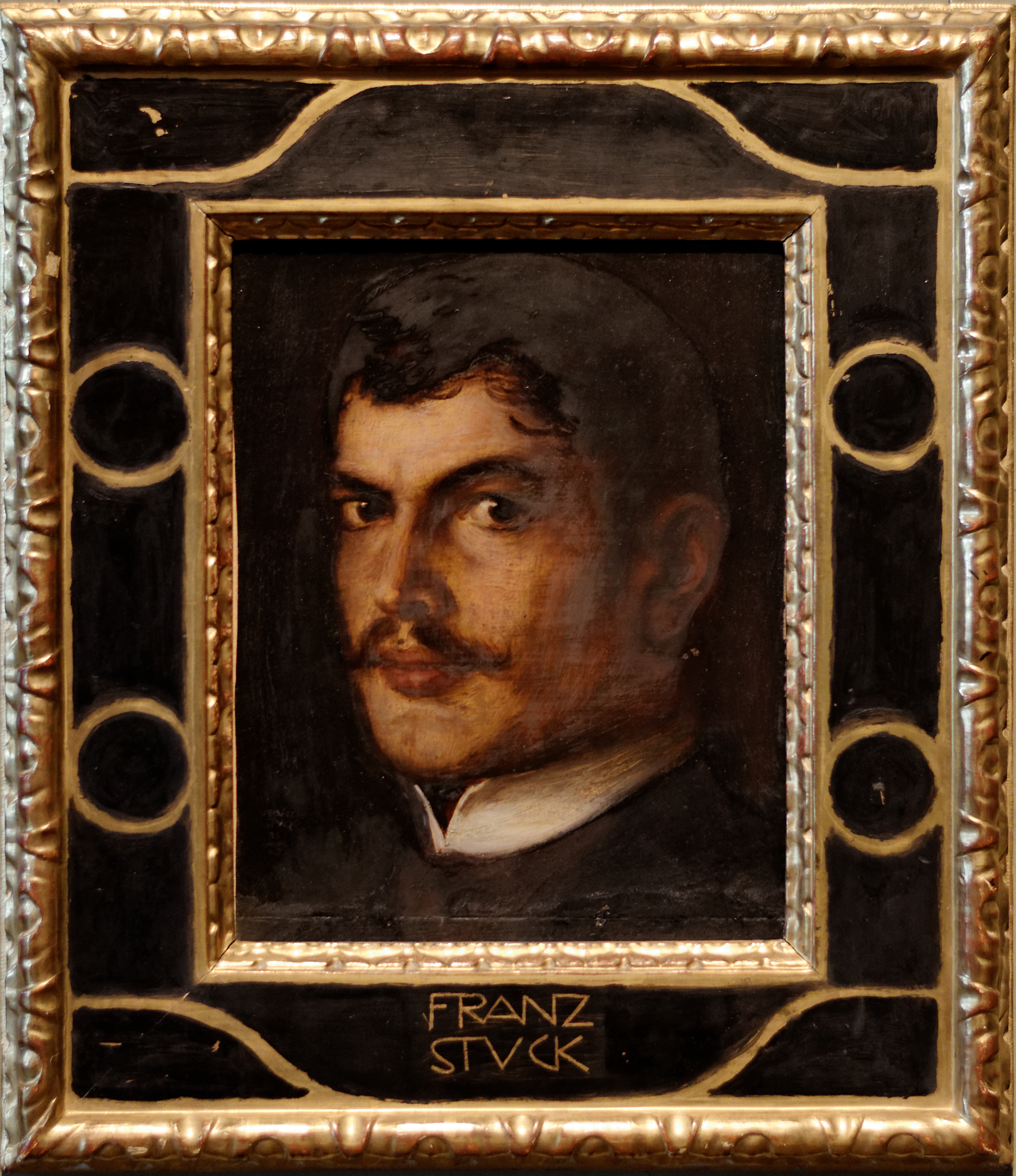
Autoportrait (1899).
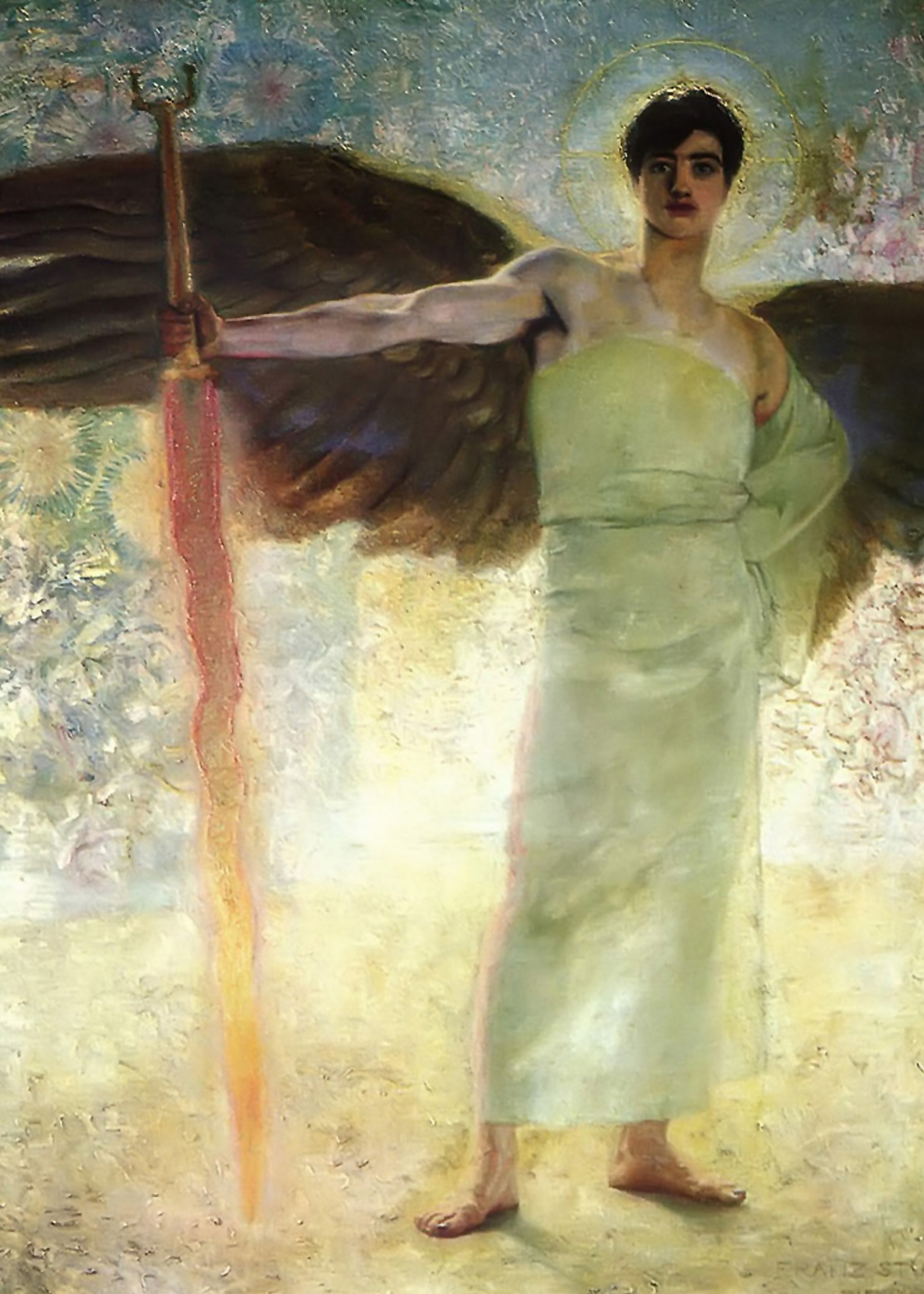
Le Gardien du Paradis (1889), Munich, Museum Villa Stuck.
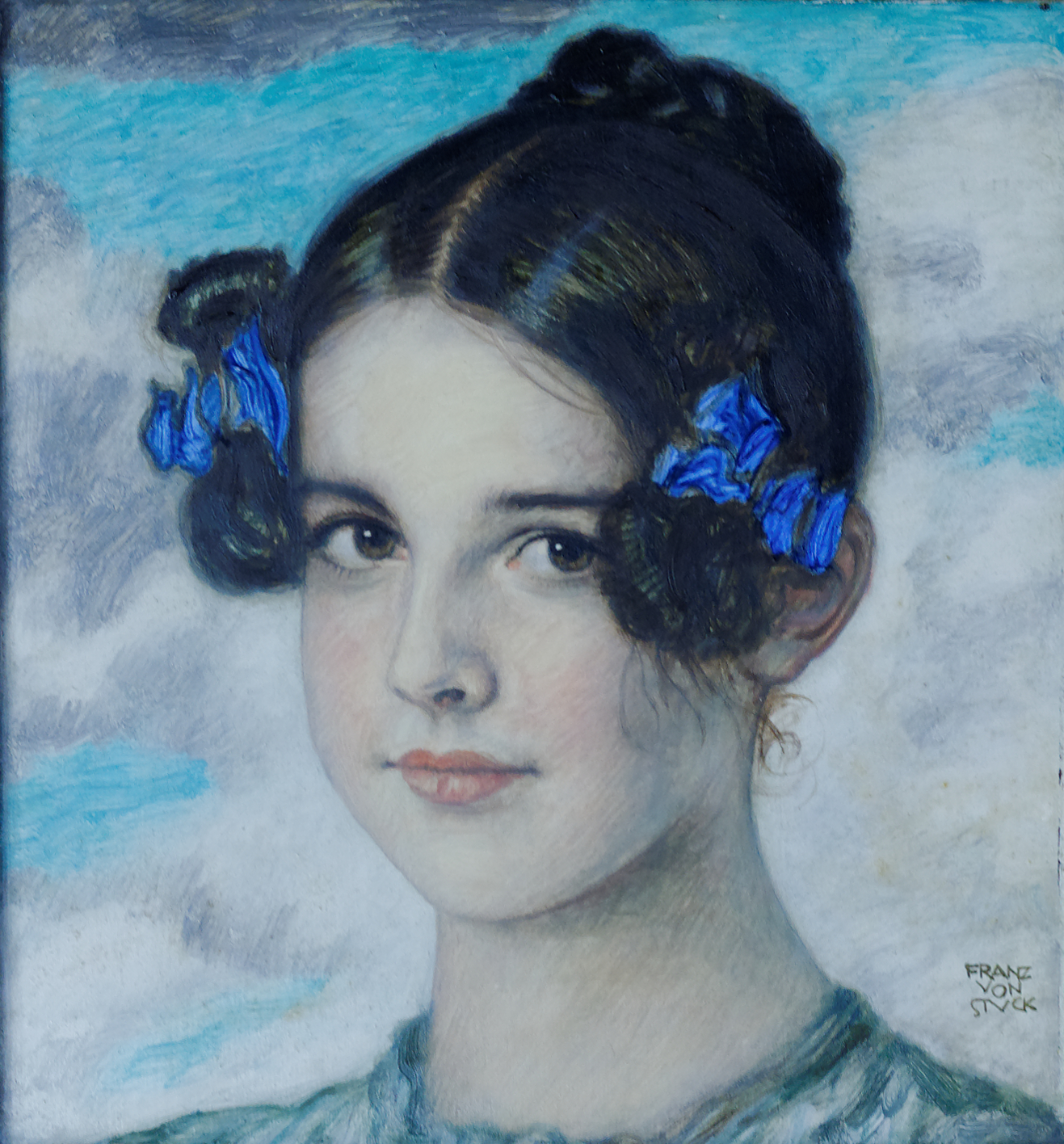
Mary Franziska Anna.
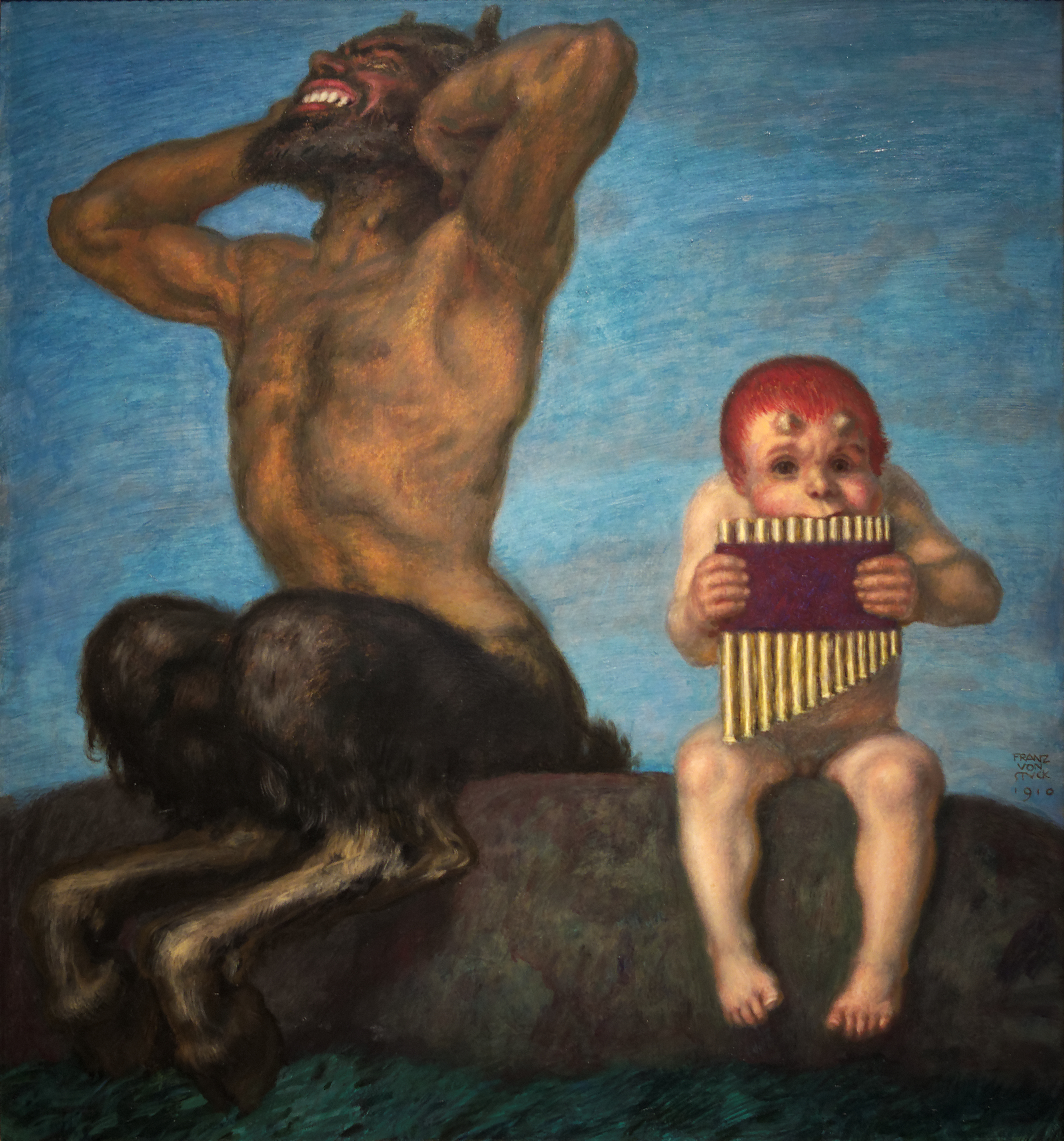
Dissonance (1910).
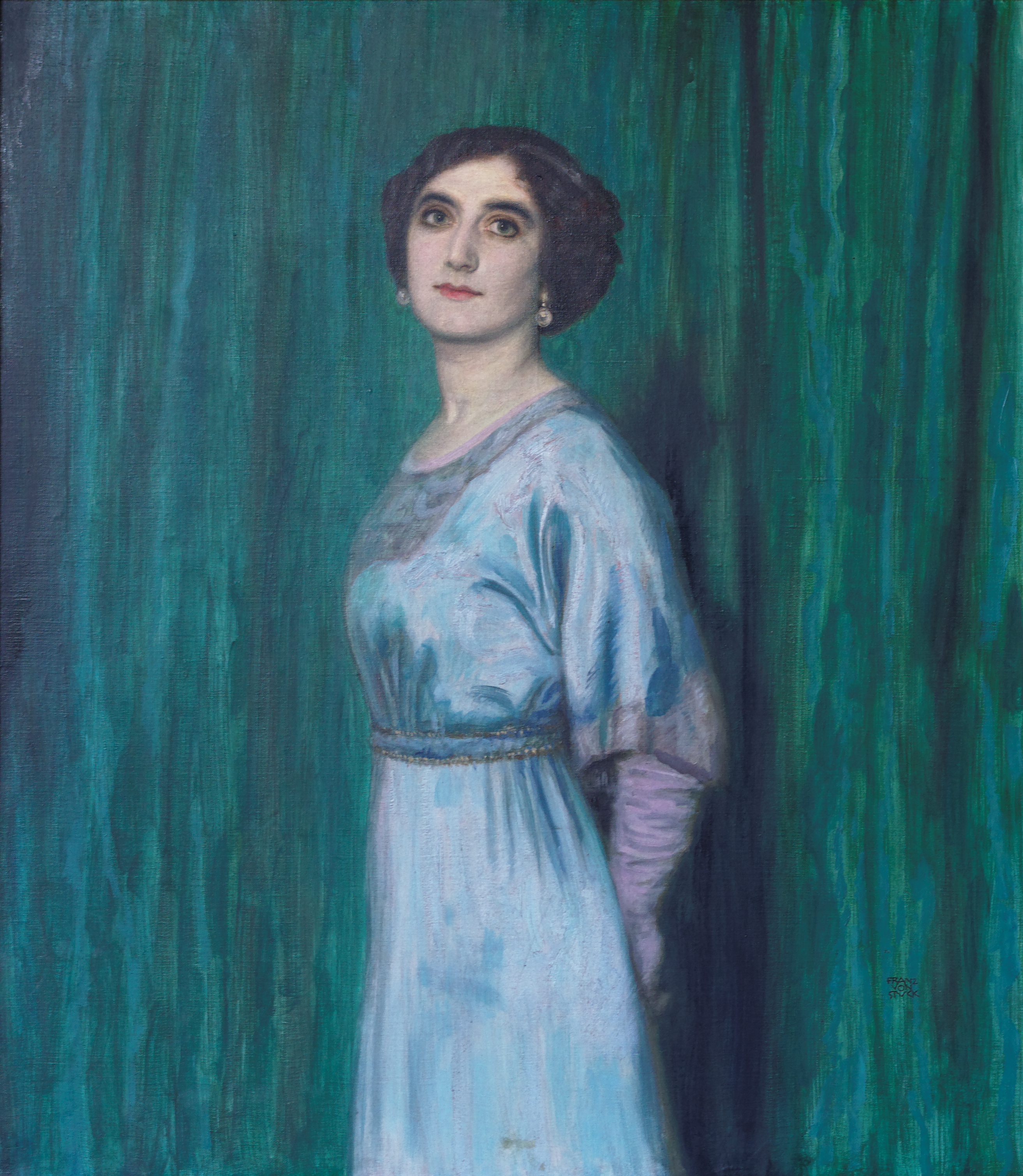
Bettina Heinemann (vers 1912-1913)[7].

## Œuvres dans les collections publiques
- Oldenbourg, Niedersächsisches Landesmuseum für Kunst und Kulturgeschichte (de) : Portrait en buste de Cléopâtre, 1896.

Œuvres de Franz von Stuck
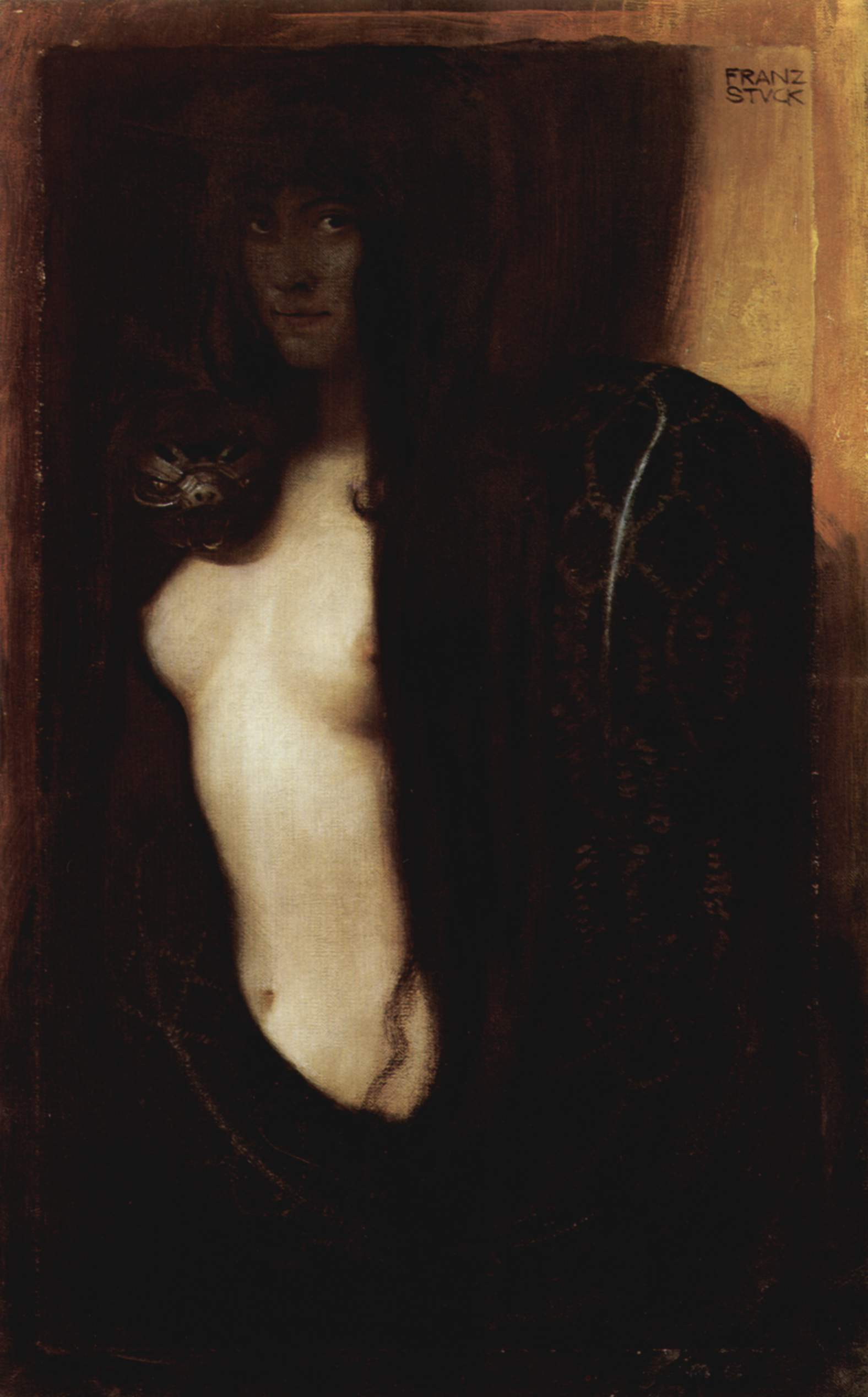
Le Péché (1893), Munich, Neue Pinakothek.
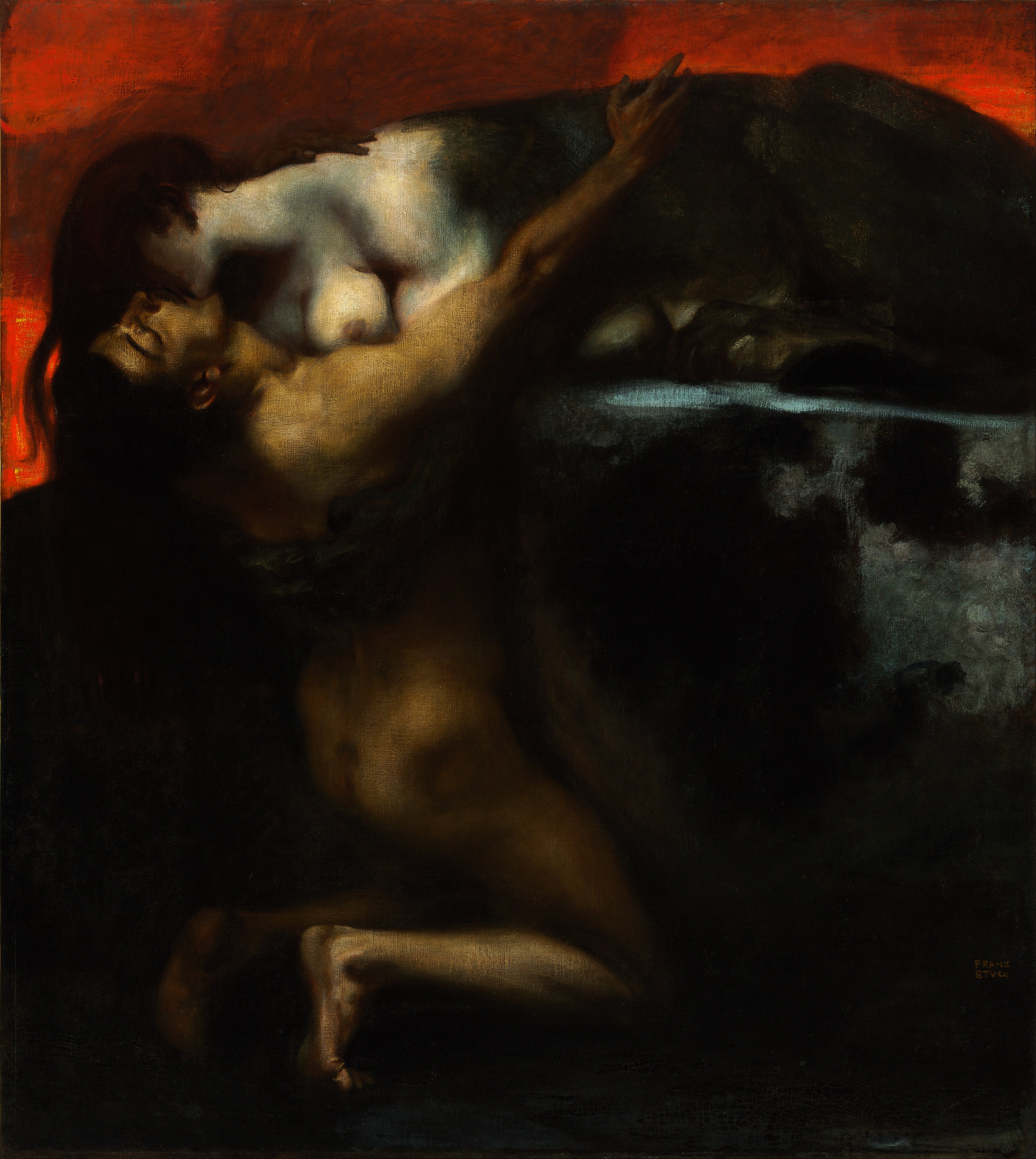
Le Baiser du Sphinx (1895), musée des beaux-arts de Budapest.
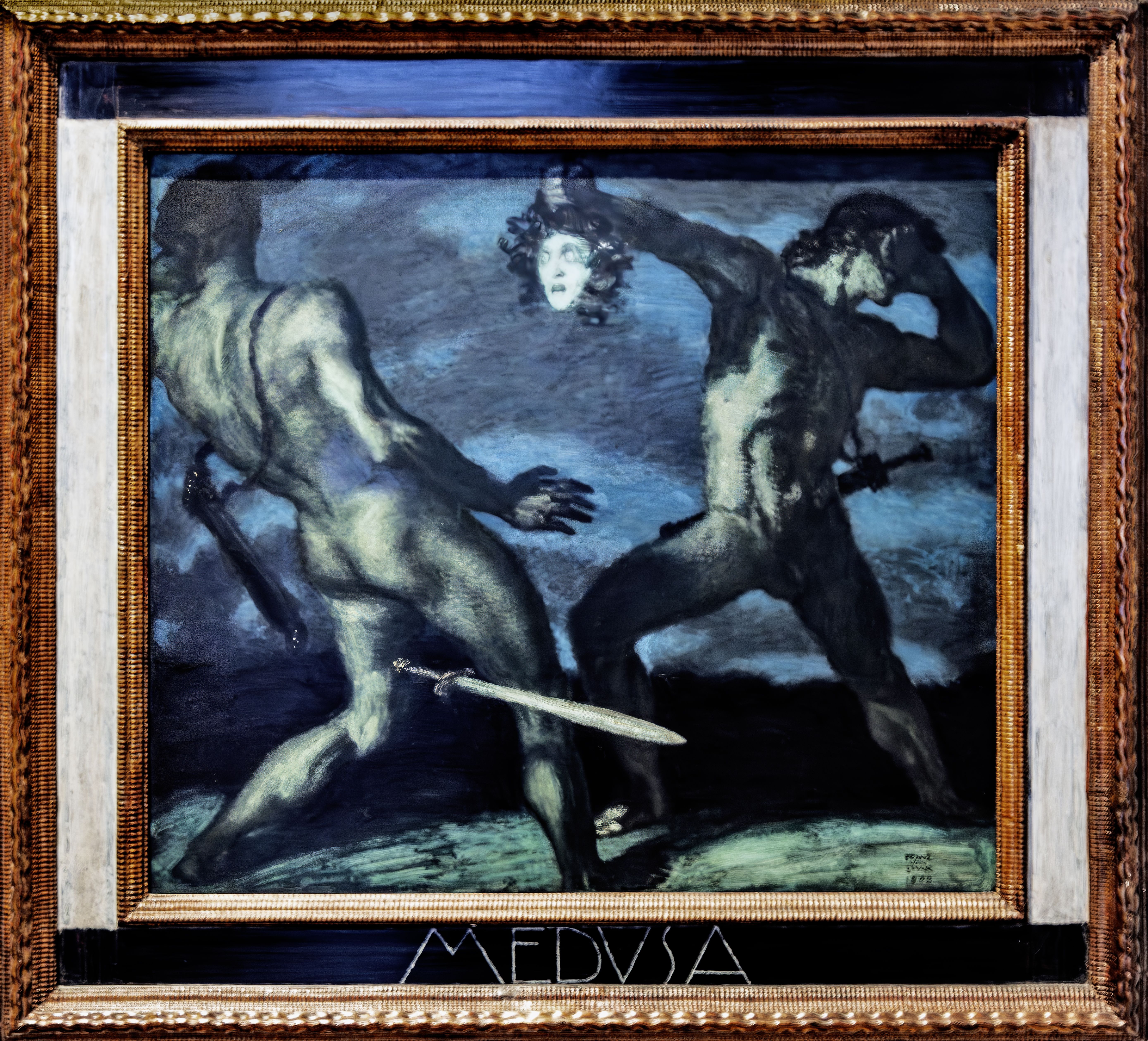
Medusa (1902) Ca' Pesaro Venise.
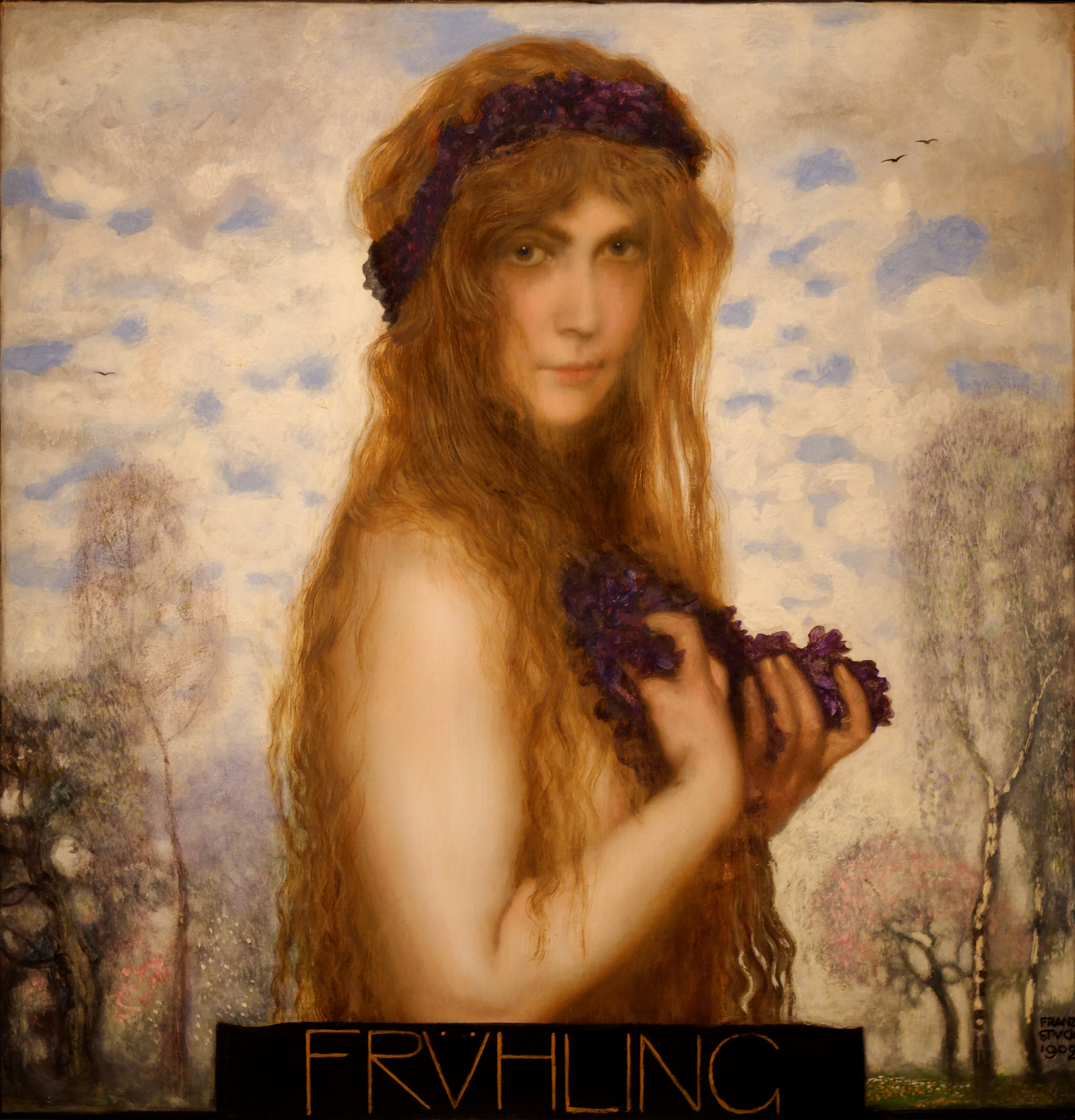
Le Printemps (1902), musée des beaux-arts de Budapest.
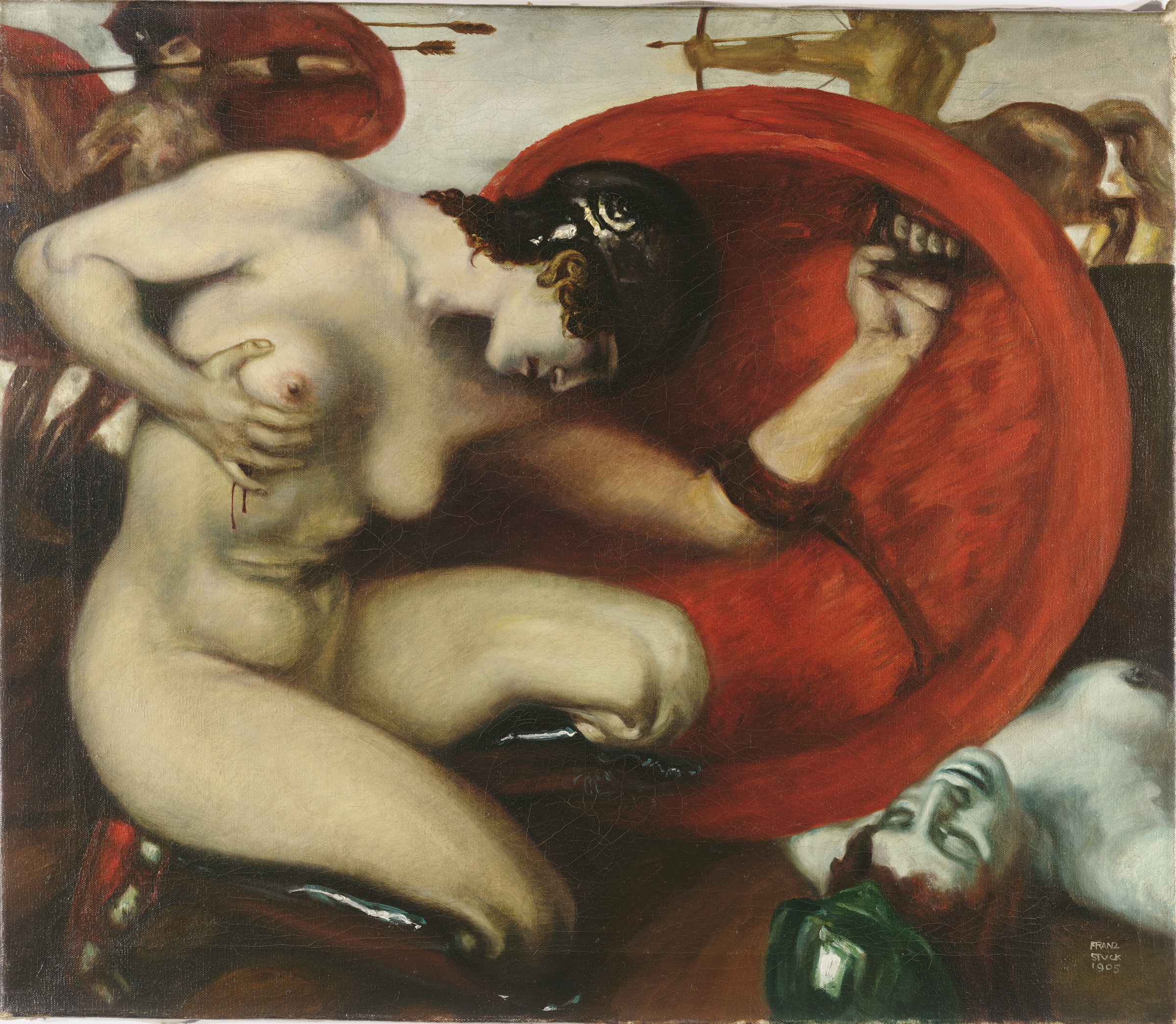
Amazone blessée (1905), Cambridge, musée Busch-Reisinger.
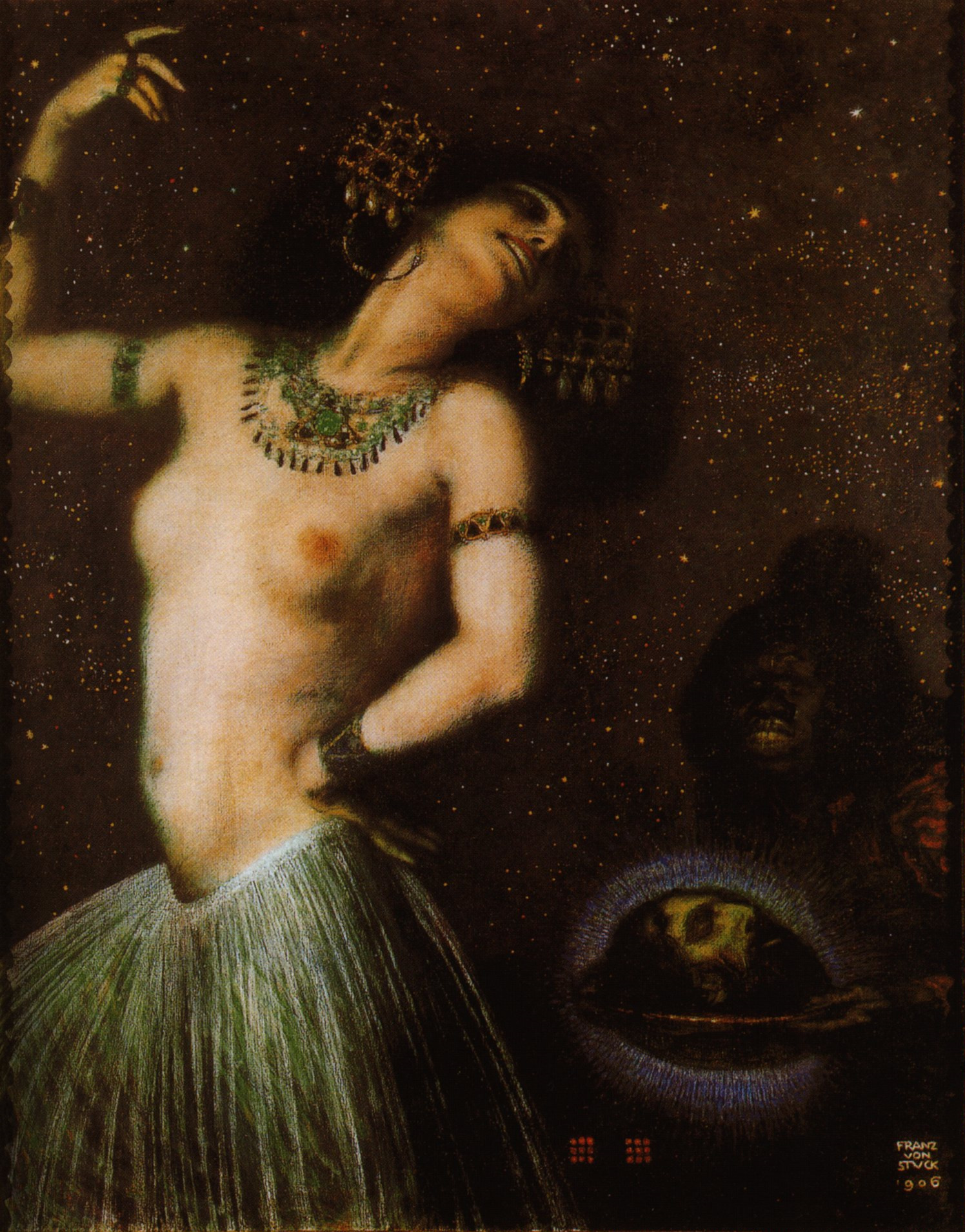
Salomé (1906), musée Lenbachhaus de Munich.
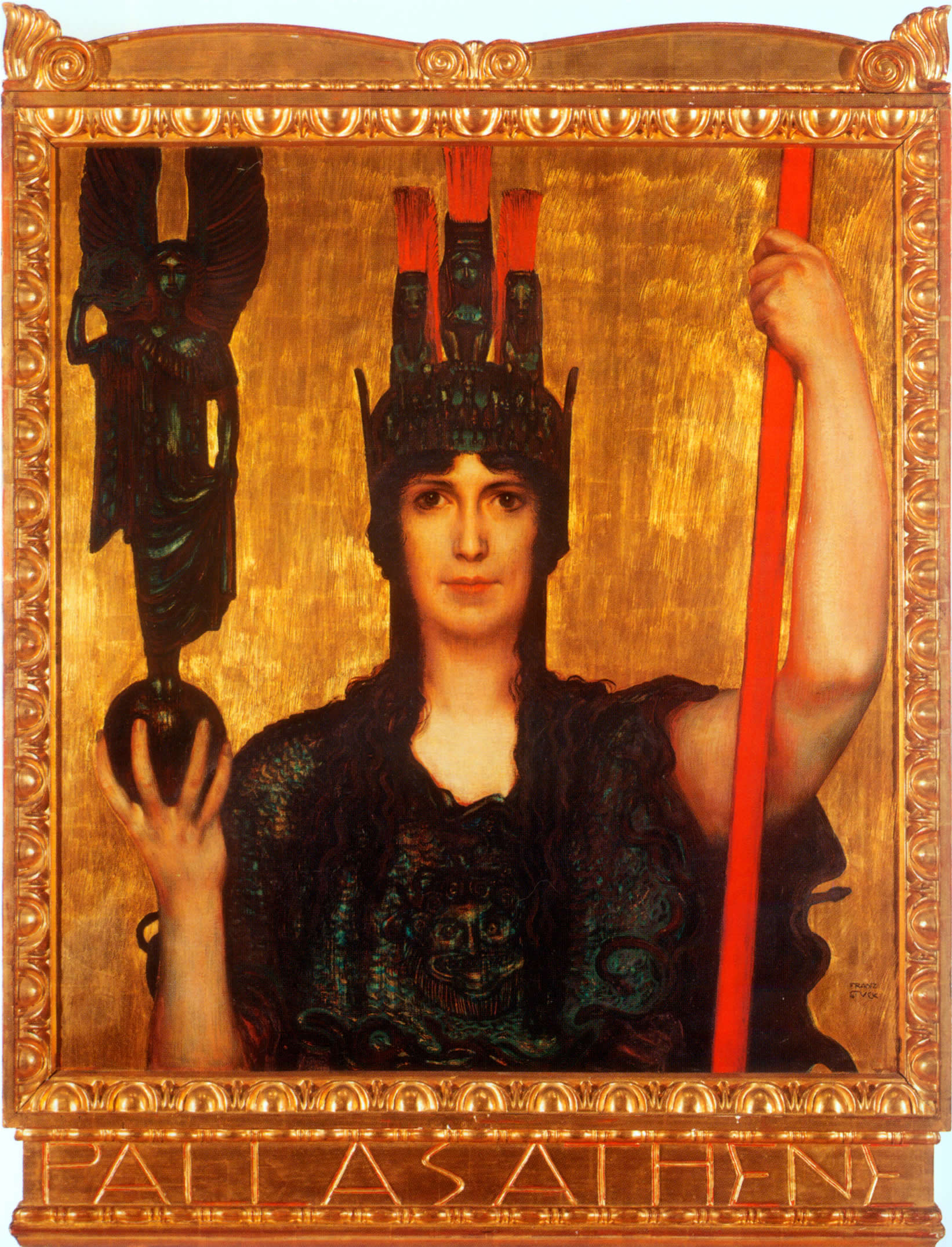
Pallas Athena (1898), Musée Georg Schäfer de Schweinfurt.

## Exposition posthume
La première rétrospective qui lui est consacrée est organisée par le musée Van Gogh d'Amsterdam en 1995.